# Kilinoćći (dystrykt)
Dystrykt Kilinoćći (syng. කිලිනොච්චි දිස්ත්‍රික්කය, Kilinocci distrikkaya; tamil. கிளிநொச்சி மாவட்டம, Kiḷinocci māvaṭṭam; ang. Kilinochchi District) – jeden z 25 dystryktów Sri Lanki położony w północnej części Prowincji Północnej.  
Stolicą jest miasto Kilinoćći zamieszkane przez 21 675 mieszkańców. Administracyjnie dystrykt dzieli się na cztery wydzielone sekretariaty, z których największym pod względem powierzchni jest Punakari a najbardziej zaludnionym jest Karaćći.

## Geografia
Dystrykt leży na północy Sri Lanki nad zatoką i cieśniną Palk. Zajmuje również południowy skrawek półwyspu Dżafna.

## Ludność
W 2012 roku populacja dystryktu wynosiła 112 875 osób. Dystrykt zamieszkany jest praktycznie tylko przez Tamilów, którzy stanowią 98,52% populacji
Największą grupą religijną stanowią wyznawcy hinduizmu, 82,50%, dalej katolicy 10,6% i inne odmiany chrześcijaństwa 5,4%. Wyznawcy buddyzmu stanowią 0,80% a islamu 0,60%.

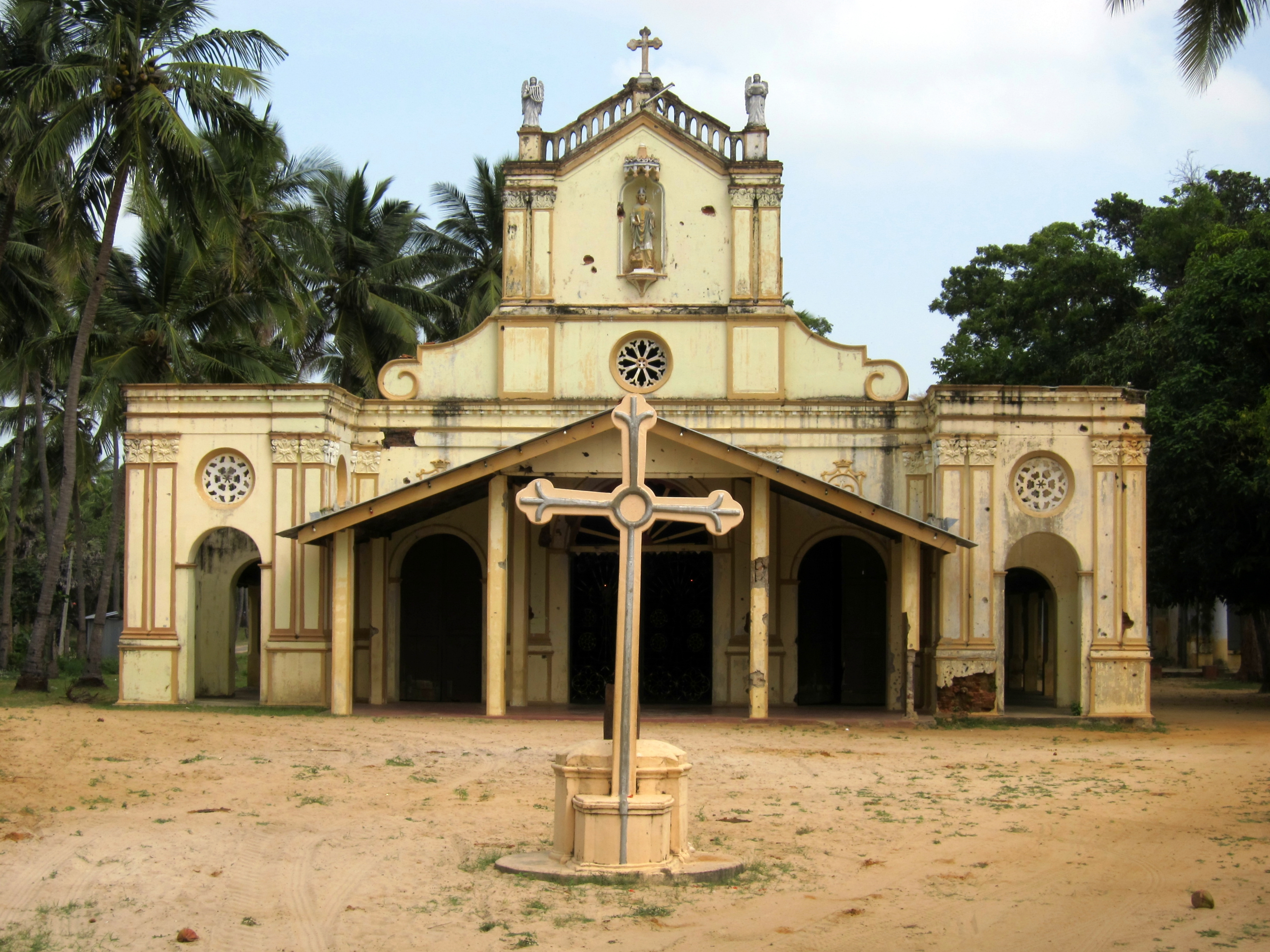
Kościół w dystrykcie

## Historia
Od piątego wieku p.n.e. do trzynastego n.e obszar był pod władaniem Królestwa Radźarata a potem aż do czasów kolonialnych podlegał Królestwu Dżafna. Następnie rządzili tym terenem Portugalczycy, Holendrzy i Anglicy, którzy w 1815 roku przejęli kontrolę nad całym Cejlonem. Podzielenie na rejony etniczne całej wyspy poskutkowało utworzeniem w 1833 roku Prowincji Północnej. W składzie tej prowincji rejon pozostał po odzyskaniu niepodległości. Należał do dystryktu Dżafna. W 1984 wydzielono obecny dystrykt.
Podczas wojny domowej dystrykt był pod kontrolą Tamilskich Tygrysów aż do początku 2009 roku, kiedy wojska rządowe odzyskały nad nim władzę.

## Turystyka
- Pomiędzy stolicami dystryktów Mullajttiwu i Kilinoćći wiedzie szlak drogowy upamiętniający miejsca i wydarzenia z czasów wojny z Tamilskimi Tygrysami. Można zobaczyć zniszczony zbiornik wodny, więzienie w Wisuwamadu, podziemne bunkry, pomnik Zwycięstwa i Muzeum Wojny w Putukkudijiruppu, tajną stocznię produkującą małe statki podwodne, a także wrak statku[4].